# Richard Crashaw
Richard Crashaw (* 1613 in London; † 25. August 1649 in Loreto, Italien) war ein englischer Dichter. Er schrieb Liebes- und religiöse Dichtung in einem blumigen, gefühlsbetonten Stil. Er gilt als einer der Hauptvertreter der metaphysischen Dichtung, wird jedoch zugleich als der „unenglischste“ und am schwersten zugängliche unter den Metaphysical Poets des 17. Jahrhunderts angesehen.

## Leben

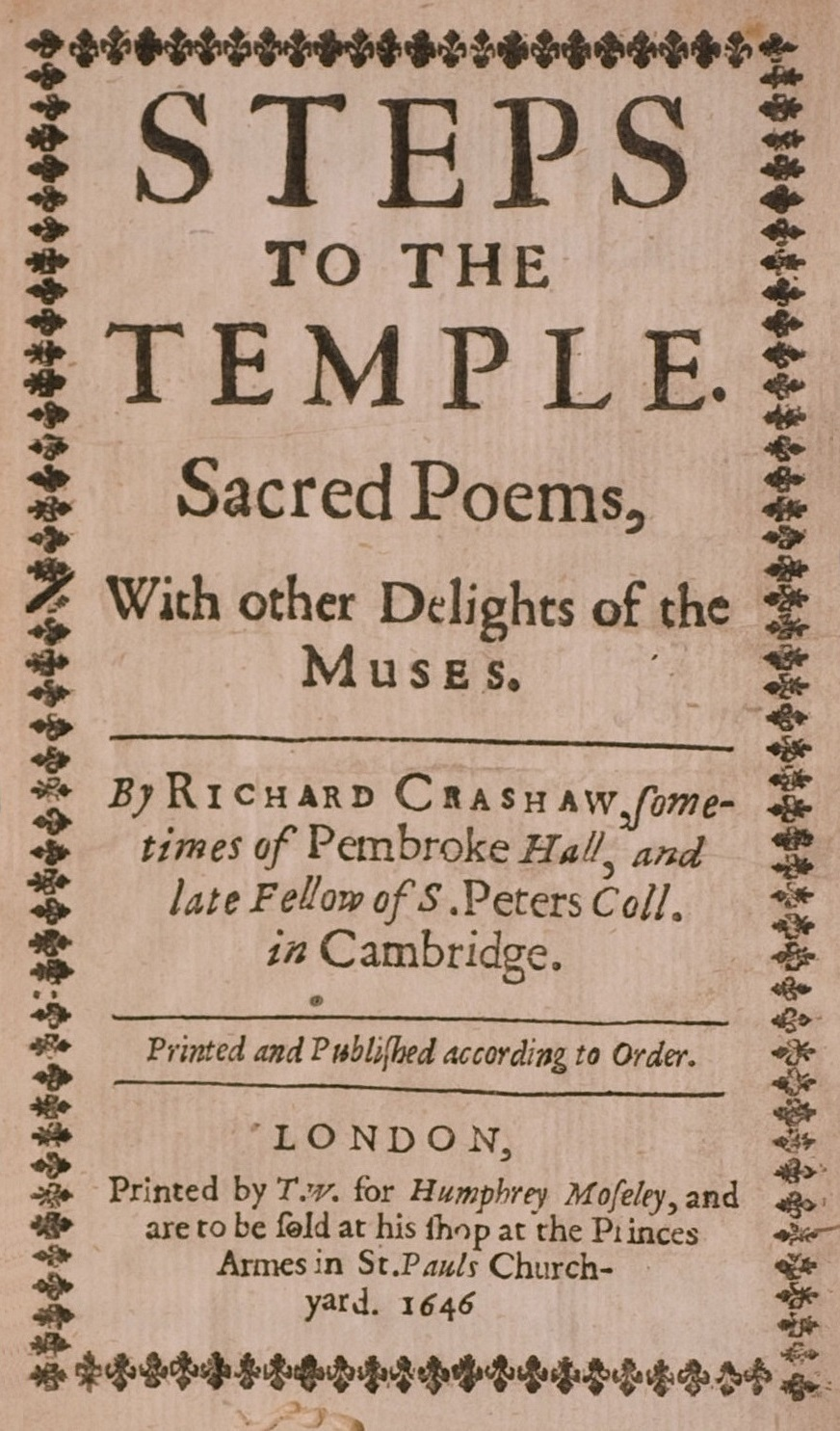
Titelseite der Steps to the Temple von Richard Crashaw, 1646

Richard Crashaw wurde in London als Sohn eines puritanischen Geistlichen geboren. Er studierte an der Universität Cambridge Theologie. 1634 wurde er Fellow von Peterhouse, einem Zentrum der hochkirchlichen Richtung. Im selben Jahr veröffentlichte er eine Sammlung lateinischer Epigramme zu geistlichen Themen.
1639 wurde er zum Pfarrer von Little St. Mary’s berufen und pflegte ebenso intensive Kontakte in der befreundeten anglikanischen Gemeinschaft von Little Gidding. In dieser ihn prägenden Zeit fühlte er sich von der Schönheit und Würde religiöser Rituale angesprochen. Letzter Anstoß für seine Konversion war die Reinigung mehrerer Cambridger Kirchen vom angeblich abergläubischen Bildschmuck durch eine Parlamentskommission in der Auftaktphase des englischen Bürgerkriegs 1643.
1644 verließ er England und trat 1645 in Paris zur römisch-katholischen Kirche über. Auf Vermittlung der exilierten Königin Henrietta Maria erhielt er in Rom eine Stelle im Umfeld des Kardinals Pallotta und wirkte auch am Englischen Kolleg. 1649 wurde er Subkanonikus an der Kathedrale des Heiligen Hauses in Loreto. Dort starb er kurze Zeit später.

## Dichterisches Werk
In seiner ersten Gedichtsammlung Steps to the Temple (1646), deren Titel bewusst auf George Herberts The Temple (1633) anspielt, ist Crashaws poetischer Stil durch den flamboyanten Barock der Gegenreformation geprägt. Die Wahlverwandtschaft zu Herbert zeigt sich ebenfalls in Crashaws Passionsepigrammen mit ihren Blut-und-Wunden-Concetti wie auch in seinen bekannten Langgedichten The Weeper mit seinem Bezug auf die Bußtränen der Magdalena und The Flaming Heart mit seinem Bezug auf die Ekstase der heiligen Teresa. Charakteristisch für diese Gedichte sind ihre virtuosen Metaphernketten und ihre Verbindung des Erotischen und des Sakralen.
Ungeachtet seiner Anspielungen auf die religiöse Dichtung Herberts unterscheidet sich Crashaw in seiner religiösen und ästhetischen Sensibilität erheblich von seinem Vorbild, auch wenn er in seiner barock-katholischen Vorstellung auf eine Verkörperlichung oder gar Verfleischlichung der Darstellung religiöser Erfahrung drängt. So stellt er vor allem in seinen Gedichten The Flaming Heart und Hymn to Saint Theresa die mystischen Entrückungen oder auch Verzückungen der spanischen Karmeliter-Nonne in einer sinnlich inbrünstigen Weise dar, die sie zum geistlichen Pendant von Donnes erotischer Extasie werden lässt. Im Vergleich dazu erscheint die zeitgenössische erotische Dichtung der Cavaliers geradezu fleischlos.
Crashaws gegenreformatorische Versinnlichung und Erotisierung des Religiösen bricht durchaus radikal mit den zeitgenössischen heimisch-englischen Traditionen. Sein lyrisches Schaffen wurde vor allem inspiriert durch die kontinentaleuropäische Emblematik, die neulateinische Dichtung der Jesuiten und die Concetti des Giambattista Marino.

## Werke
- Die Stufen. Aus dem Englischen und mit einem Vorwort von F. Löhrer. Friedrich Verlag, Bad Pyrmont 1952.